# Stařeč
Stařeč település Csehországban, a Třebíči járásban. Stařeč Čechočovice, Třebíč, Rokytnice nad Rokytnou, Krahulov, Mastník és Markvartice településekkel határos. Lakosainak száma 1689 fő (2024. január 1.).

## Népesség
A település lakosságának változását az alábbi diagram mutatja:
| Lakosok száma | 906  | 1081 | 1316 | 1450 | 1417 | 1427 | 1636 | 1665 | 1679 | 1689 |
|               | 1869 | 1890 | 1921 | 1950 | 1980 | 2001 | 2017 | 2019 | 2022 | 2024 |